# اینترنت پهن باند همراه

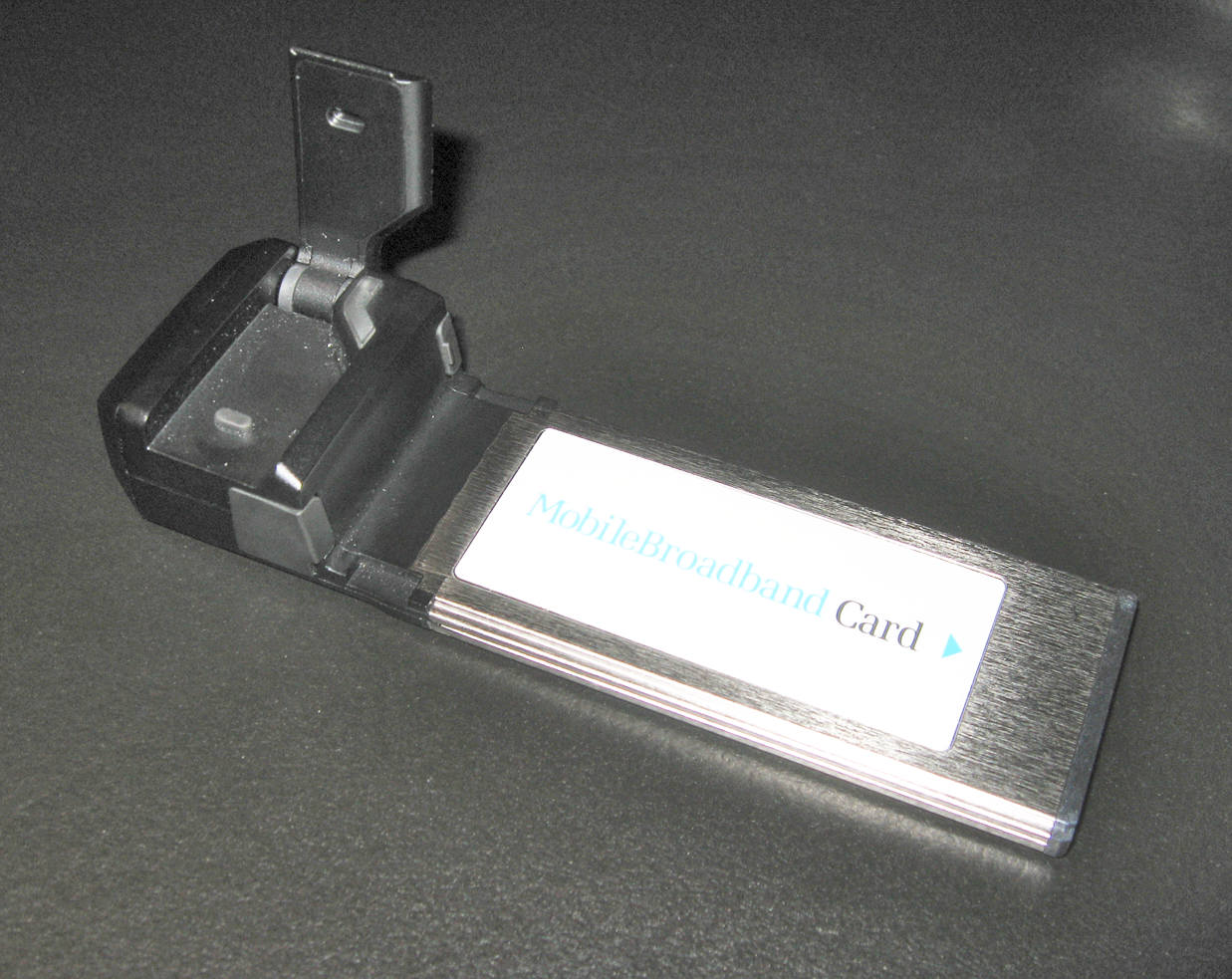
یک مودم باند پهن همراه در فاکتور فرم ExpressCard برای رایانه‌های لپ تاپ

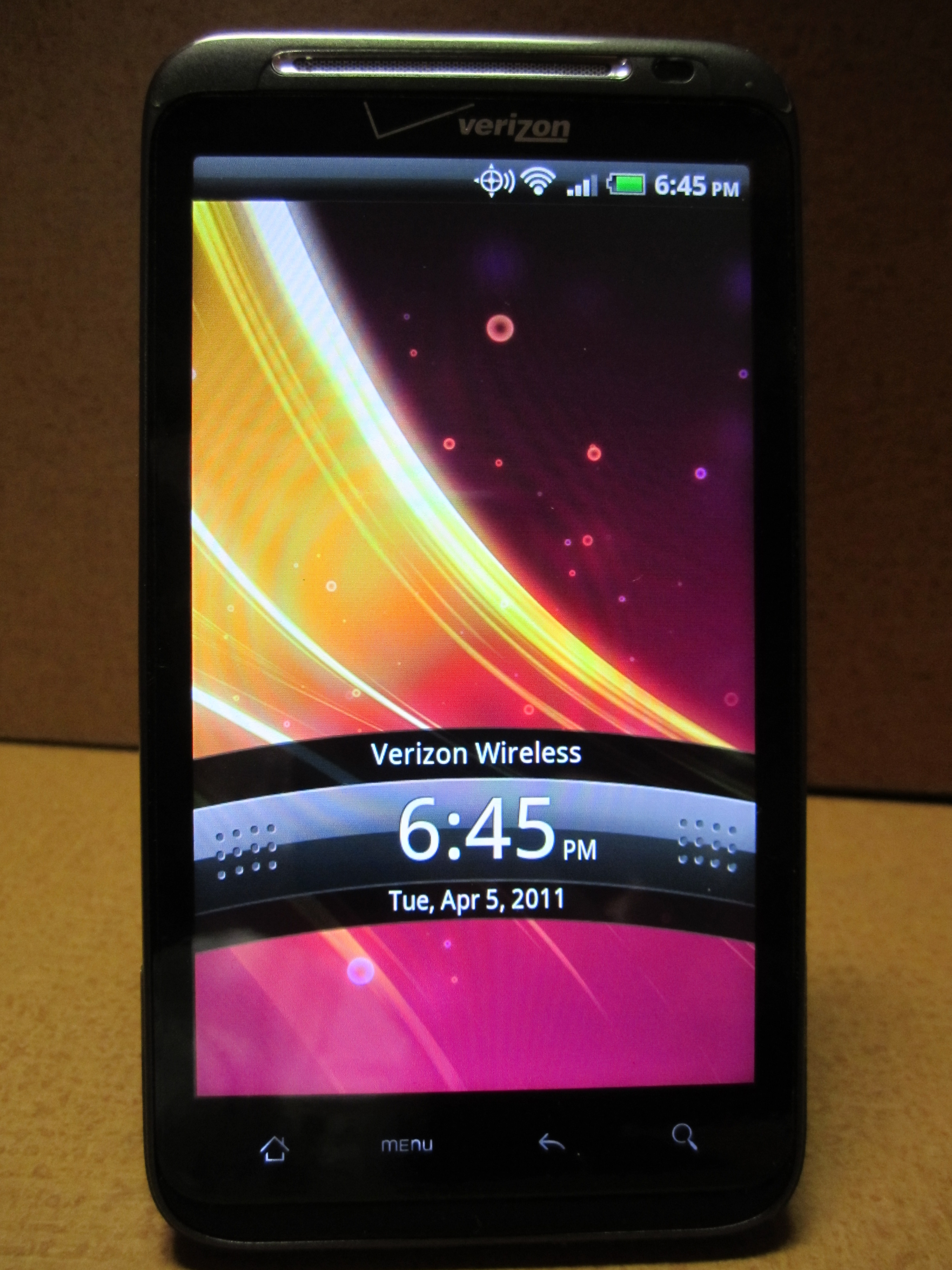
اچ‌تی سی تاندربلت(HTC ThunderBolt)، دومین گوشی هوشمند LTE تجاری است

اینترنت پهن باند همراه(به انگلیسی Mobile broadband) اصطلاح بازاریابی برای دسترسی به اینترنت بی‌سیم از طریق شبکه‌های تلفن همراه است. دسترسی به شبکه را می‌توان از طریق یک مودم قابل حمل، مودم بی‌سیم، یا تبلت / گوشی هوشمند (احتمالاً متصل) یا دستگاه تلفن همراه دیگر انجام داد. اولین دسترسی به اینترنت بی‌سیم در سال ۱۹۹۱ به عنوان بخشی از نسل دوم (2G) فناوری تلفن همراه در دسترس قرار گرفت. سرعت‌های بالاتر در سال ۲۰۰۱ و ۲۰۰۶ به عنوان بخشی از نسل سوم (3G) و چهارم (4G) در دسترس قرار گرفتند. در سال ۲۰۱۱، ۹۰ درصد از جمعیت جهان در مناطقی با پوشش نسل دوم زندگی می‌کردند، در حالی که ۴۵ درصد در مناطقی با پوشش نسل دوم و سوم زندگی می‌کردند. باند موبایل از طیف ۲۲۵ مگاهرتز تا ۳۷۰۰ مگاهرتز استفاده می‌کند.